# Ulrike Meyfarth
Ulrike Meyfarth (Fráncfort, Alemania Occidental, 4 de mayo de 1956) es una atleta alemana especialista en salto de altura que fue campeona olímpica en los Juegos Olímpicos de Múnich 1972 y los de Los Ángeles 1984. Es una de las mejores saltadoras de la historia.
Ulrike Meyfarth se hizo famosa en el mundo entero cuando con solo 16 años sorprendió a todos ganando la medalla de oro de salto de altura en los Juegos Olímpicos de Múnich 1972. 
Había empezado con 13 años a practicar esta especialidad. Tenía todas las condiciones para destacar en ella, empezando por un cuerpo escultural, muy alta y delgada. En 1971 ya había sido subcampeona de la República Federal Alemana detrás de Renate Gartner y había llegado a la final en los Campeonatos de Europa de Helsinki.
En Múnich las grandes favoritas eran la austriaca Ilona Gusenbauer, poseedora del récord del mundo y la búlgara Yordanka Blagoeva, pero Ulrike sorprendía a todas mejorando su marca personal en 7 cm y ganando la medalla de oro. Por si fuera poco intentó y consiguió batir el récord mundial de Gusenbauer dejándolo en 1,92 m. Ulrike se convirtió así en la atleta más joven en ganar una prueba individual de atletismo en toda la historia olímpica, un récord de precocidad aún no superado.
Después de los Juegos de Múnich y convertida en ídolo del momento, Ulrike entró en un bache deportivo y sus resultados descendieron a la mediocridad. Solo pudo ser séptima en los campeonatos europeos de Roma 1974 con una pobre marca de 1,83 m. 
No fue hasta 1975 cuando pudo volver a igualar el salto de 1,92 m con el que había logrado la fama tres años antes. Sin embargo fracasó de modo estrepitoso en los Juegos Olímpicos de Montreal 1976, donde ni siquiera pudo superar la fase clasificatoria.
En 1978 logró por fin superar su marca personal de Múnich 1972 saltando 1,95 en los campeonatos nacionales de su país. Ese mismo año finalizó quinta en los europeos de Praga. Acabó tercera en el ranking mundial de ese año. No pudo participar en los Juegos Olímpicos de Moscú 1980 debido al boicot de gran parte de los países occidentales, entre ellos la RFA.
La senda del triunfo parecía haber abandonado a Ulrike Meyfarth, que tras su meteórica ascensión se mostraba incapaz de vencer en un gran campeonato. Pero a principios de los 80 comenzó su resurgimiento. Ganó en la Copa del Mundo de 1981 con un salto de 1,96 m, marca personal para ella y segunda en el ranking mundial de ese año. En 1982 consiguió por primera vez el título de Campeona de Europa en pista cubierta y en el verano, el de Campeona de Europa al aire libre, en Atenas, con un salto espectacular de 2,02 m que significaba un nuevo récord del mundo para ella, diez años después de haber conseguido el primero. Otra vez Ulrike era la mejor saltadora del mundo, y tenía 26 años.
Los I Campeonatos del Mundo celebrados en Helsinki en 1983 enfrentaron a las dos mejores saltadoras del momento, Ulrike Meyfarth y la soviética Tamara Bykova. En una emocionante competición Bykova se elevó sobre 2,01 m, mientras Ulrike falló sus tres tentativas. Bykova fue oro y Ulrike plata. Pocos días después de esta cita, el 21 de agosto, y con ambas de nuevo enfrentadas en el Cristal Palace de Londres, tuvo lugar una inolvidable competición en la que Ulrike hizo el mejor salto de su vida y estableció un nuevo récord del mundo, con 2,03 m. La amargura vino porque pocos minutos después la soviética se elevaba sobre 2,04 m y le quitaba el récord.
Se esperaba un nuevo duelo entre ambas en los Juegos Olímpicos de Los Ángeles 1984, pero el boicot de los países del Este impidió a Bykova estar presente en esta cita olímpica. En la capital californiana Ulrike Meyfarth tuvo como gran rival a la italiana Sara Simeoni, otra veterana y explusmarquista mundial que como Ulrike había disputado la final olímpica de 1972, doce años antes. Finalmente Ulrike Meyfarth consiguió ganar el oro con 2,02 m, nuevo récord olímpico, y con ello la proeza de haber ganado dos títulos olímpicos con un intervalo de 12 años. 
Ulrike se retiró tras estos Juegos. Está considerada como una de las mejores saltadoras de todos los tiempos, quizá la mejor junto a la búlgara Stefka Kostadinova.